# Halitholus yoldiaarcticae
Halitholus yoldiaarcticae är en nässeldjursart som först beskrevs av J. Birula 1897.  Halitholus yoldiaarcticae ingår i släktet Halitholus och familjen Pandeidae. Arten är reproducerande i Sverige. Inga underarter finns listade i Catalogue of Life.